# Nawanshahr
Nawanshahr è una città dell'India di 30.933 abitanti, capoluogo del distretto di Nawanshahr, nello stato federato del Punjab. In base al numero di abitanti la città rientra nella classe III (da 20.000 a 49.999 persone).

## Geografia fisica
La città è situata a 31° 7' 0 N e 76° 7' 60 E e ha un'altitudine di 281 m s.l.m..

## Società

### Evoluzione demografica
Al censimento del 2001 la popolazione di Nawanshahr assommava a 30.933 persone, delle quali 16.134 maschi e 14.799 femmine. I bambini di età inferiore o uguale ai sei anni assommavano a 3.359, dei quali 1.828 maschi e 1.531 femmine. Infine, coloro che erano in grado di saper almeno leggere e scrivere erano 23.354, dei quali 12.775 maschi e 10.579 femmine.